# Леди Осьминог
Леди Осьминог (англ. Lady Octopus), настоящее имя Кэролайн Трейнер (англ. Carolyn Trainer), также известная как Доктор Осьминог II (англ. Doctor Octopus II) — суперзлодейка из американских комиксов издательства Marvel Comics, являющаяся врагом супергероев Человека-паука и Алого Паука. Будучи протеже Отто Октавиуса, первого Доктора Осьминога, она позаимствовала альтер эго своего наставника и модернизированную версию его щупалец после смерти Октавиуса в Clone Saga. После воскрешения Октавиуса несколько лет спустя, она становится Леди Осьминог, чтобы её имя не ассоциировалась с ним.

## История публикаций
Леди Осьминог была создана сценаристом Дж. М. ДеМаттеисом и художником Энджел Медина, дебютировав в The Amazing Spider-Man #406 (Октябрь 1995).

## Силы и способности
Леди Осьминог не обладает сверхчеловеческими способностями. Она носит специальный пояс, напоминающий тот, что использовал первый Доктор Осьминог, с четырьмя прочными механическими придатками, которые можно удлинять или втягивать по желанию. Эти «щупальца» могут поднимать непосильный для простого человека вес и использоваться в качестве средства передвижения. Также они оснащены лазерами и могут проецировать силовое поле вокруг Леди Осьминог. Силовое поле устойчиво к подавляющему большинству оружия, а сами щупальца моментально реагируют на поступающие атаки. При помощи щупалец Леди Осьминог может взаимодействовать с оборудованными компьютерными системами и телепатически проникать в интерфейсы виртуальной реальности. Помимо пояса, Леди Осьминог обладает высоким уровнем интеллекта и квалификацией в робототехнике, информационных технологиях, прикладной физике и машиностроении.

## Альтернативные версии

### MC2
В альтернативном будущем, известном как MC2, Кэролайн Трейнер вернулась к карьере суперзлодейки спустя годы после смерти Отто Октавиуса, первоначально вновь действуя под именем «Доктор Осьминог». Намереваясь создать солдат-мутантов для мафии, она ненадолго превращает Джона Джеймсона обратно в Человека-волка, прежде чем победить Девушку-паука в решающей битве. Позже она освобождает криминального авторитета Каниса из тюрьмы в надежде объединиться с ним, чтобы захватить преступный мир и бросить вызов Чёрному тарантулу. Позже выясняется, что Трейнер всё это время работала на Тарантула, намереваясь уничтожить Каниса. Впоследствии Девушка-паук снова сражается с Кэролайн и, наконец, побеждает её.

## Вне комиксов

### Телевидение
- Кэри Уолгрен озвучила Леди Осьминог в мультсериале «Человек-паук» (2017)[2].
- Леди Осьминог появилась в мультсериале «Паучок и его удивительные друзья» (2021)[3], где её озвучила Келли Оганян[4].

### Кино
Версия Леди Осьминог из альтернативной вселенной появляется в анимационном фильме «Человек-паук: Через вселенные» (2018), озвученная Кэтрин Хан. Эта версия представляет собой женскую вариацию Отто Октавиуса по имени доктор Оливия «Лив» Октавиус. Здесь она является главным научным сотрудником компании «Alchemax», финансируемой Кингпином для создания межпространственного коллайдера. Впоследствии сражалась против Человека-паука и его копий из других вселенных вместе с Скорпионом, Бродягой и Могильщиком. В последней битве у ядра коллайдера боролась с Майлзом, Питером Паркером и Гвен Стейси, но была сбита грузовиком.

### Видеоигры
- Леди Осьминог 2099, озвученная Тарой Стронг[8], появляется в игре Spider-Man: Shattered Dimensions (2010).
- Леди Осьминог фигурирует в тизере второго сезона Marvel: Avengers Alliance. Она найдена мёртвой вместе с несколькими другими суперзлодеями, ставшими жертвами Круга Восьми.

### Прочее
Леди Осьминог появляется в анимационных короткометражках Marvel Battleworld: Treachery at Twilight, основанных на коллекционной игре Marvel Battleworld от Funko.

## Критика
Comic Book Resources поместил Кэролайн Трейнер на 8-е место среди «10 лучших альтернативных версий Доктора Осьминога». Screen Rant поставил Леди Осьминог на 2-е место среди «10 лучших злодеек Человека-паука».